# Гутах им Брајсгау
Гутах им Брајсгау (њем. Gutach im Breisgau) општина је у њемачкој савезној држави Баден-Виртемберг. Једно је од 24 општинска средишта округа Емендинген. Према процјени из 2010. у општини је живјело 4.455 становника. Посједује регионалну шифру (AGS) 8316014.

## Географски и демографски подаци
Гутах им Брајсгау се налази у савезној држави Баден-Виртемберг у округу Емендинген. Општина се налази на надморској висини од 293 метра. Површина општине износи 24,8 km². У самом мјесту је, према процјени из 2010. године, живјело 4.455 становника. Просјечна густина становништва износи 180 становника/km².

## Међународна сарадња
| Мјесто | Држава               | Врста сарадње | Од    |
| ------ | -------------------- | ------------- | ----- |
| Вортин | Уједињено Краљевство | партнерство   | 1997. |
| Извор  |                      |               |       |